# Utrechtse Studenten Rugby Society
De Utrechtse Studenten Rugby Society (U.S.R.S.) is een rugbyvereniging uit Utrecht met uitsluitend mannelijke leden. De society werd in 1967 opgericht door leden van het Utrechtsch Studenten Corps. Lidmaatschap van het corps is voor leden van de U.S.R.S. geen vereiste, ondanks de nauwe banden tussen de twee verenigingen.

## Karakteristieken
De USRS is toegankelijk voor alle mannelijke universitaire studenten en cursisten in Utrecht. Met vier teams die spelen in competities van Rugby Nederland, behoort USRS tot de grootste rugbyclubs van het land. De vereniging heeft geen jeugdafdeling en is voor instroom afhankelijk van ervaren spelers die in Utrecht gaan studeren of nieuwsgierige studenten die eens iets anders willen doen dan voetballen of hockeyen.
Het eerste team, ´t Vlaggenschip, komt uit in de 2023 opgerichte futurecompetitie in Nederlanden strijdt daar voor promotie naar de ereklasse. Thuiswedstrijden van het eerste team worden doorgaans gespeeld op het veld van Stichtsche Rugbyclub in De Bilt. 
Het tweede team, Het Puntenkanon, speelt in de tweede klasse noord. Daarin strijden ze voor het plate-kampioenschap en tégen degradatie naar de derde klasse.
Het derde (Old USRS) en het vijfde team (De Harde Mast) spelen in de vierde klasse. Formeel is De Harde Mast het vierde team, maar omdat zij later zijn opgericht dan het Jonghe Hondenteam staan zij binnen de vereniging geregistreerd als 'het vijfde'. 
Het Jonghe Hondenteam speelt in een speciale competitie van de Nederlandse Studenten Rugby Bond. Dat team bestaat uit eerstejaars die door onderlinge wedstrijdjes tegen de eerstejaars van andere studentenrugbyverenigingen op een veilige en laagdrempelige manier kennis kunnen maken met de sport. 

## Geschiedenis
De Utrechtse Courant (tegenwoordig opgenomen in AD Utrechts Nieuwsblad) schreef op 7 december 1922 dat er in Utrecht een wedstrijd gespeeld zou worden tussen Delftse- en Groningse studenten. Die wedstrijd was, volgens de krant, ‘pure propaganda’ om ‘zoo doende tot de oprichting te komen van een Utrechtse Studenten rugbyclub’. Dat soort ‘propagandawedstrijden’ waren niet ongebruikelijk. Het was in die tijd dé manier om de sport op de kaart te zetten. Tot oprichting van een Utrechtse studentenclub kwam het vooralsnog niet.
Uiteindelijk berichtte de krant Het Vaderland in 1933 over de oprichting van de Utrechtse Studenten Rugbyclub. Op PhRM hield de voorzitter van de, in 1920 opgerichte, ‘Nederlandschen Rugby Bond’ (voorloper van Rugby Nederland en de N.S.R.B.) een voordracht over de sport. Er was slechts matige belangstelling van de Utrechtse studenten. Maar goed, er was een naam en een bestuur: Th. Boesman werd praeses, R. Geytenbeek werd ab Actis en C. Schuckink Kool de fiscus.
Tijdens de Tweede Wereldoorlog raakte de club in verval. Het duurde tot het eind van de jaren 1960 voordat studenten van het Utrechtsch Studenten Corps besloten om een rugbyteam op te richten. De corpora in Delft, Amsterdam en Leiden waren hen al voorgegaan. Rotterdam zou een jaar later volgen.
De Utrechtse Studenten Rugby Society (U.S.R.S.) werd als subgezelschap van het Utrechtsch Studenten Corps opgericht "in de nacht van zes op zeven November in het jaar 1967" aan de Voorstraat 66 bis te Utrecht. Tijdens deze oprichtingsvergadering werd het eerste bestuur geïnstalleerd, uit de ruim 20 leden.
In de jaren 1970, een tijd van protest en revoluties, nam het aantal nieuwe leden van het U.S.C. af. Voor de U.S.R.S. betekende dit ook minder rugbyende leden, nu het lidmaatschap van de U.S.R.S. alleen toegankelijk was voor mannen die tevens lid waren van het U.S.C. Daardoor besloot de U.S.R.S. dat iedere mannelijke student aan de Hogeschool of Universiteit lid mocht worden van de U.S.R.S.
In de jaren 2000 was de U.S.R.S. groots als nooit tevoren. In het seizoen 2003/2004 werd 't Vlaggenschip kampioen van de eerste klasse. Daardoor speelde het team van 2004 tot 2006 in de ereklasse.
In de jaren 2010 van de 21e eeuw wint de U.S.R.S. aan leden door de groeiende populariteit van het rugby. Het 5e team, de Harde Mast, werd opgericht in 2011 zodat aan die groeiende populariteit gehoor werd gegeven. De Society werd in 2013, 2014 en 2015 kampioen op het GNSK (Groot Nederlands Studenten Kampioenschap) en plaatste zich voor Europees Kampioenschap in Zagreb in de zomer van 2016.
In de jaren 2020 bleef het ledenaantal groeien, maar tot promotie naar het hoogste niveau is het nog niet gekomen. In 2023 kreeg 't Vlaggenschip de kans, maar  Samen met Rugby Nederland en de andere grote studentenclubs uit Amsterdam, Rotterdam en Delft was de USRS in 2023 betrokken bij de oprichting van de futurecompetitie. Daarin spelen studententeams en de tweede teams van ereklasse clubs. De winnaar van deze competitie speelt tegen de kampioen van de eerste klasse om promotie naar de ereklasse.

## Competitie
Het eerste team van de USRS, het Vlaggenschip, komt uit in de Future Klasse van de nationale rugbycompetitie. Het tweede team, 't Puntenkanon, is na het kampioenschap in de vierde klasse in het seizoen 2008/2009 gepromoveerd naar de derde klasse. In het seizoen 2016/2017 behaalden de mannen het kampioenschap in de derde klasse Noord-West, waarmee zij promotie naar de tweede klasse afdwongen waar zij nu al enkele jaren deel van uitmaken. Het derde team (bestaande uit oudere leden van de Society), de Old USRussianS, speelt in de vierde klasse. Daarnaast heeft de U.S.R.S. ook een Jonghe Honden-team (voor nieuwe leden) dat meespeelt in de Jonghe Honden-competitie van de Nederlandse Studenten Rugby Bond. Sinds het seizoen 2011/2012 heeft de Society er een vijfde team bij, ook wel De Harde Mast genoemd. Dit team bestaat uit nog onervaren spelers die net Jonghe Hond af zijn, en meer ervaren spelers die deze heren bij de hand nemen.